# گرماب محمدرضاوندی
گرماب محمدرضاوندی، روستایی از توابع بخش گواور شهرستان گیلانغرب در استان کرمانشاه ایران است.

## جمعیت
این روستا در دهستان گوآور قرار دارد و براساس سرشماری مرکز آمار ایران در سال ۱۳۸۵، جمعیت آن ۲۱۰ نفر (۴۸خانوار) بوده‌است.